# Ole Kristian Furuseth
Ole Kristian Furuseth (n. 7 ianuarie 1967, Jessheim, Akershus, Norvegia) este un schior alpin ce a reprezentat Norvegia, medaliat olimpic. A participat la 3 ediții ale Jocurilor Olimpice (1992, 1998, 2002) în care a câștigat o medalie de argint.